# 莎莉·菲爾德
莎莉·菲爾德（英語：Sally Field，1946年11月6日—），美國電影演員，出生於加利福尼亞州，曾獲2次奧斯卡最佳女主角獎。
曾在美國電視劇上飾演Nora Walker的角色。

## 作品
1976 sybil（心理劫）
- 1977年：《Smokey and the Bandit》
- 1979年：《海神號救難記（英语：Beyond the Poseidon Adventure）》
- 1979年：《諾瑪·蕾》
  - 奧斯卡最佳女主角獎
- 1980年：《Smokey and the Bandit II》
- 1981年：《Absence of Malice》
- 1984年：《心田深處》
  - 奧斯卡最佳女主角獎
- 1991年：《肥皂拼盤（英语：Soapdish）》
- 1993年：《看狗在說話（英语：Homeward Bound: The Incredible Journey）》
- 1993年：《看狗在說話之舊金山歷險記》
- 1993年：《肥媽先生》
- 1994年：《阿甘正傳》
- 1996年：《以眼還眼（英语：Eye for an Eye (1996 film)）》
- 2000年：《女孩第一名（英语：Where the Heart Is (2000 film)）》
- 2001年：《芭樂鴛鴦（英语：Say It Isn't So (film)）》
- 2003年：《金法尤物2：白宮粉緊張》
- 2006年：《生命旅程（英语：Two Weeks）》
- 2008年：《小美人魚3：回到當初》
- 2012年：《蜘蛛人：驚奇再起》
- 2012年：《林肯传》
  - 提名—奧斯卡最佳女配角獎
- 2014年：《蜘蛛人：驚奇再起2》
- 2015年：《Hello, my name is Doris》
- 2023年：《80奔赴布萊迪》

## 外部連結
- Sally Field在互联网电影资料库（IMDb）上的資料（英文）
- TCM电影资料库上莎莉·菲爾德的资料（英文）
- 莎莉·菲爾德的Instagram帳戶
- 在AllMovie上莎莉·菲爾德的頁面（英文）
- Two Weeks movie site
- Sally Field at Emmys.com （页面存档备份，存于）
- Actress Sally Field On Hollywood, Family and Aging （页面存档备份，存于）, an NPR Interview, June 3, 2009